# Österreichischer Wirtschaftsbund
De Österreichischer Wirtschaftsbund (Nederlands: Oostenrijkse Economische Bond, ÖWB) is een deelorganisatie van de Österreichische Volkspartei (ÖVP) die de belangen van werkgevers (met name het midden- en kleinbedrijf) behartigd binnen de Wirtschaftskammer Österreichs (Economische Kamer van Oostenrijk) waar de ÖWB veruit de grootste organisatie is. Bij de verkiezingen voor de Wirtschaftskammer in 2015 behaalde de ÖWB ruim 66% van de stemmen.
De ÖWB werd op 8 mei 1945 opgericht en Julius Raab, de latere bondskanselier, was de eerste bondsvoorzitter. De huidige voorzitter is Christoph Leitl.
De ÖWB telt rond de 100.000 leden en is aangesloten Small and Medium Entrepreneurs Europe (SME Europe), de belangen behartiger voor midden- en kleinbedrijf van de Europese Volkspartij.